# Pieuvre commune
Octopus vulgaris
Espèce
La pieuvre commune ou poulpe commun (Octopus vulgaris) est une espèce de pieuvres de la famille des octopodidés vivant dans les eaux côtières des mers tropicales et subtropicales. C'est l'espèce de pieuvre la plus étudiée, notamment pour son intelligence particulièrement élevée pour un invertébré.

## Description
Le manteau de la pieuvre commune mesure jusqu'à 25 cm de longueur, les bras jusqu'à un mètre de long. Son poids à taille adulte avoisine les huit kilogrammes.
La pieuvre a un siphon juste derrière la tête sur un côté de son manteau qu'elle utilise de trois façons : fréquemment pour rejeter l'eau quand ses branchies en ont prélevé l'oxygène ; et occasionnellement soit pour s'enfuir en déchargeant rapidement de l'eau pour se propulser, soit pour jeter un nuage d'encre afin de dérouter l'ennemi.
Comme tous les céphalopodes, elle est capable de changer de couleur pour se fondre dans son environnement par homochromie, elle peut ainsi se jeter sur une proie par surprise ou se cacher de la vue de ses prédateurs.
Sa durée de vie est en moyenne de deux ans, car elle meurt après s'être reproduite.

## Répartition géographique
Cette espèce a une répartition géographique mondiale. Mais on la trouve en abondance en mer Méditerranée et de la côte sud de l'Angleterre jusqu'au Sénégal, ainsi que dans les eaux littorales japonaises. On la trouve également en abondance aux Açores, aux Canaries et au Cap-Vert.

## Habitat
Elle se cache dans les rochers et occasionnellement dans les fonds sableux jusqu'à cent mètres de profondeur. Lorsqu'elle se trouve dans un milieu sablonneux, la pieuvre commune entreprend parfois la construction d'un refuge. Elle transporte et entasse les quelques débris ou pierres qu'elle trouve dans son entourage, à l'aide de ses bras musclés et ses centaines de ventouses, pour former une sorte de tanière dans laquelle elle se tapit.

## Alimentation et prédation

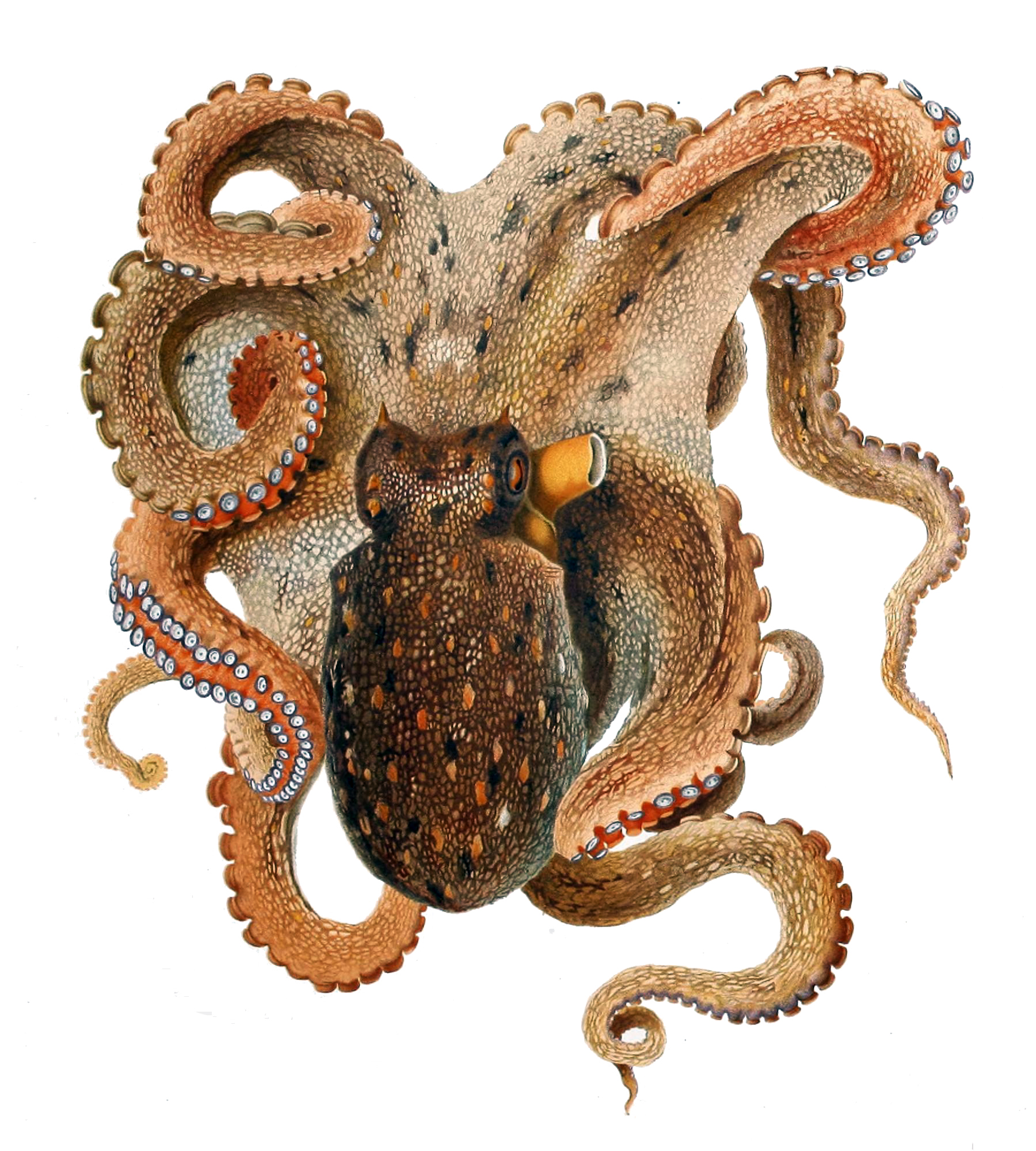
Une pieuvre commune représentée par Comingio Merculiano.

La pieuvre commune se nourrit principalement de crustacés (crabes, homards), de mollusques (gastéropodes et bivalves marins), mais elle mange à peu près tout ce qu'elle peut attraper.
La pieuvre commune chasse au crépuscule, terrée dans les trous et les anfractuosités, où elle guette ses proies. Elle attrape et immobilise sa proie avec une vitesse stupéfiante, à l'aide de ses bras extensibles garnis de deux rangées de ventouses. Le poulpe paralyse ensuite sa proie grâce à une neurotoxine sécrétée par ses glandes salivaires et injectée à l'aide de son bec. Si la victime est un mollusque bivalve, la pieuvre utilise son bec pour percer un trou dans la coque avant de sucer le contenu charnu.

## Reproduction
Après l’accouplement qui peut durer quelques heures, la femelle pond pendant quinze à trente jours, selon sa taille, de 70 000 à 600 000 œufs d'environ 2,5 mm chacun, rassemblés dans des dizaines de grappes qu'elle fixe à la voûte de sa tanière. Elle les protège et les entretient sans s’occuper d’elle-même ni même se nourrir, l'incubation variant selon la température (20 à 30 jours à 25 °C, 100 à 120 jours à 13 °C). Elle meurt au bout d’un mois, précédant de quelques semaines le mâle. Le dimorphisme sexuel se caractérise par la transformation d'un des bras du mâle en organe fécondant (hectocotyle).
Le juvénile sort de son œuf en utilisant la propulsion créée par des contractions du manteau, et nage immédiatement en pleine eau pour rejoindre le large. Sa phase planctonique est influencée par la température, allant de trente-trois jours à 25 °C à soixante jours à 21 °C.

## Comportement

### Avec l'homme
Comme la plupart des pieuvres, la pieuvre commune a peur des hommes. C'est un animal extrêmement timide et dépourvu d'agressivité. Elle est apprivoisable et ne mord jamais, même si on la provoque.

### Intelligence

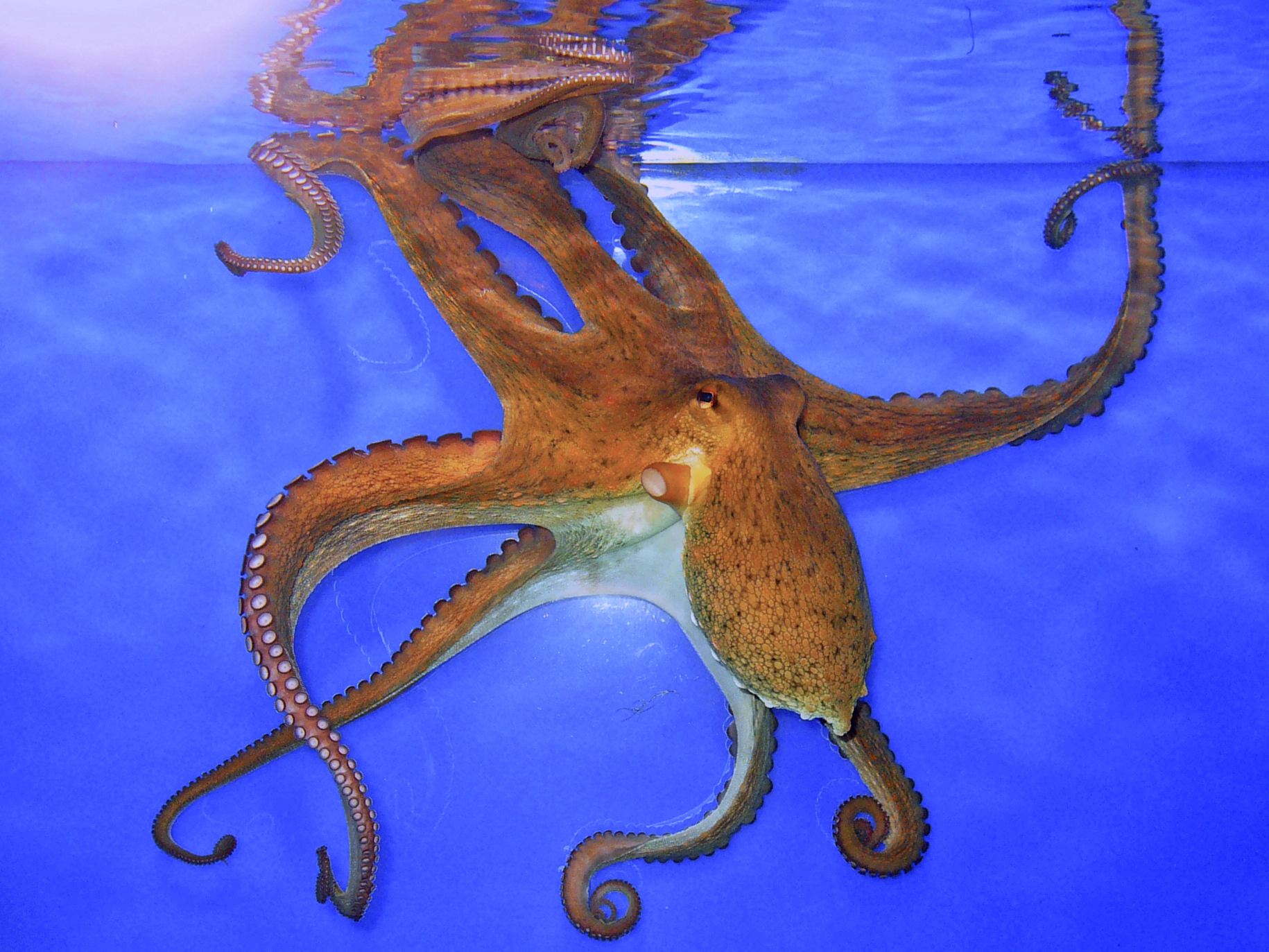
Une pieuvre commune au musée national d'histoire naturelle de Karlsruhe (Allemagne).

Des expériences d'apprentissage ont montré que la pieuvre commune peut distinguer la luminosité, la taille, la forme et l'orientation verticale ou horizontale des objets.
La pieuvre commune est assez intelligente pour apprendre à dévisser un pot contenant de la nourriture, elle est aussi connue pour sa capacité à piller les casiers à homards. C'est le seul invertébré protégé par le 1986 Animals (Scientific Procedures) Act (ASPA) au Royaume-Uni, où il a été ajouté en raison de son intelligence.
En avril 2016, Inky, une pieuvre commune mâle qui résidait à l'Aquarium national de Nouvelle-Zélande de Napier depuis 2014, est vraisemblablement parvenue à s'échapper de son bassin pour regagner le Pacifique en se faufilant par un petit interstice situé dans le haut de son bassin, à glisser jusqu'au plancher et à trouver l’entrée – minuscule – d’un drain menant à l’océan. Ses gardiens ont repéré au sol des traces gluantes menant au drain, validant ainsi la théorie la plus plausible pour expliquer la disparition du céphalopode de son bassin,.

## Pêche
La pieuvre commune est une espèce comestible et appréciée de l'être humain. Elle fait depuis longtemps partie du régime alimentaire des populations côtières, car elle y abonde et se capture facilement. Elle est généralement capturée avec un chalut de fond à grande échelle. En 1976, 137 000 tonnes ont été pêchées. Plus de 20 000 tonnes sont récoltées chaque année au large de la côte nord-ouest de l'Afrique.

Exemples de plats de pieuvre commune
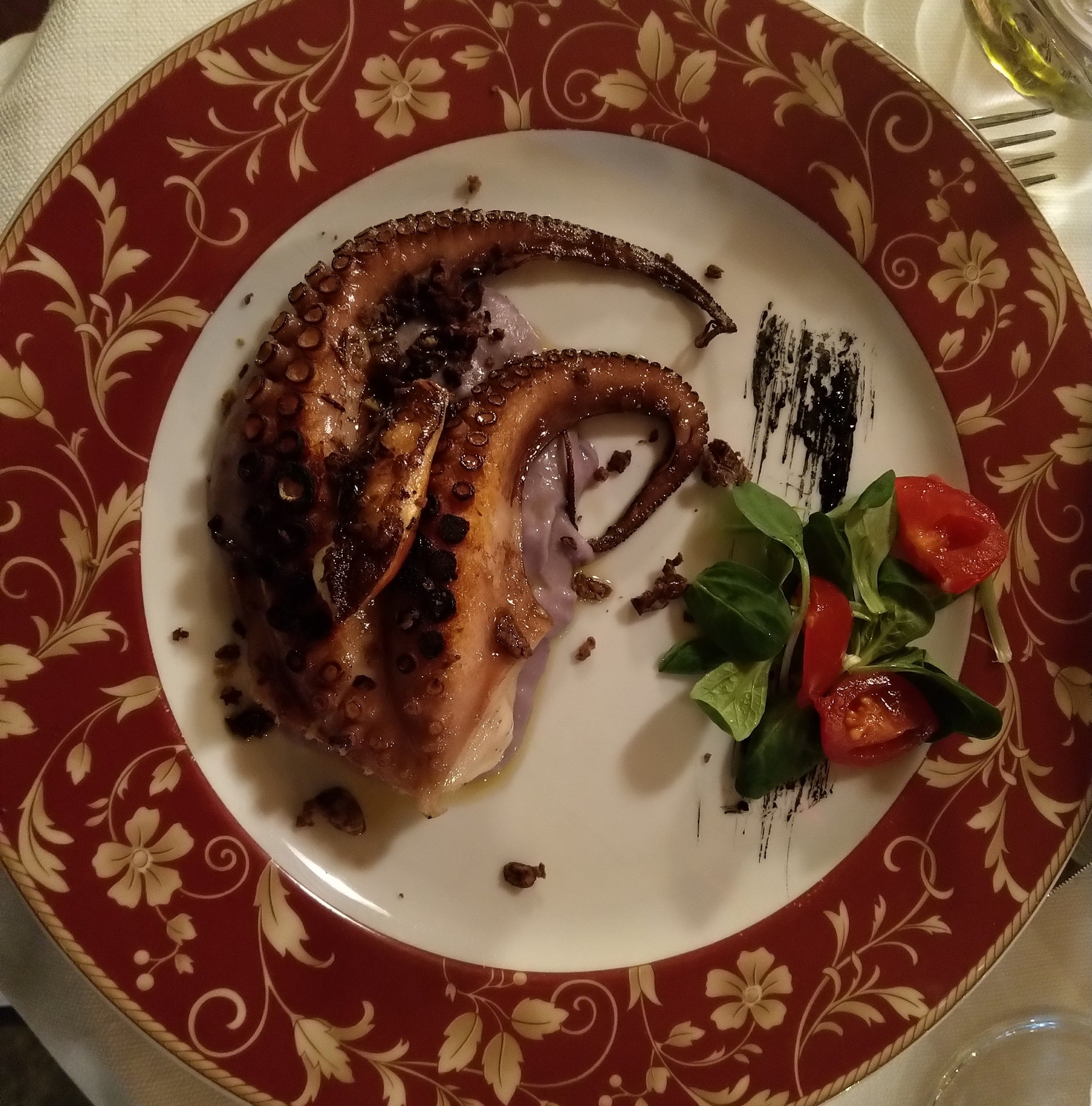
Pieuvre grillée (Italie)
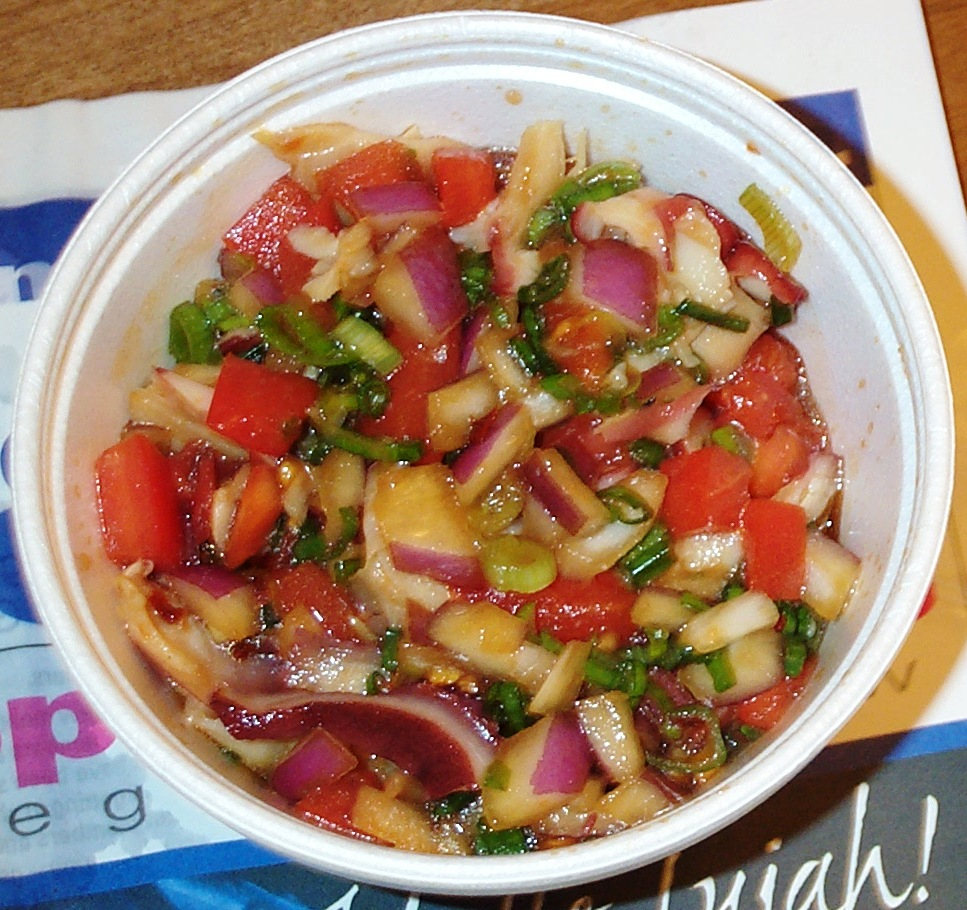
Poke de pieuvre (Hawaï)

## Captivité
La pieuvre commune s'adapte facilement à la vie en captivité, on la trouve donc dans la plupart des aquariums publics. Elle ne bénéficie pas de mesure de protection internationale, les particuliers peuvent donc en élever.

## Dans la culture
Le poulpe du documentaire La Sagesse de la pieuvre (My Octopus Teacher), film sud-africain réalisé par Pippa Ehrlich et James Reed, appartient à l’espèce Octopus vulgaris. Le film a obtenu l'Oscar 2021 du meilleur film documentaire.

## Galerie

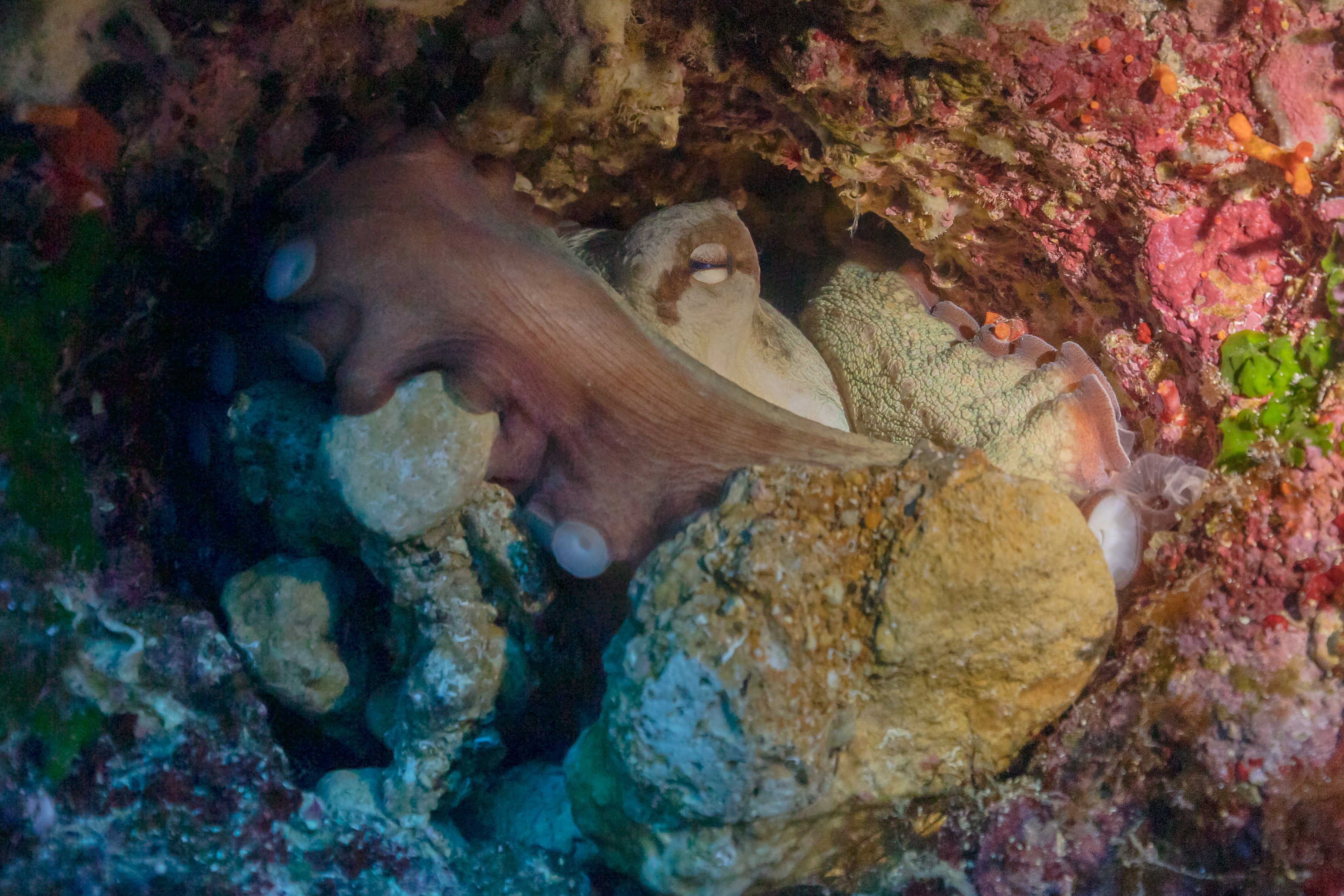
Pieuvre commune retranchée dans une cavité et laissant apparaître son œil.
- Déplacement d'une pieuvre commune.
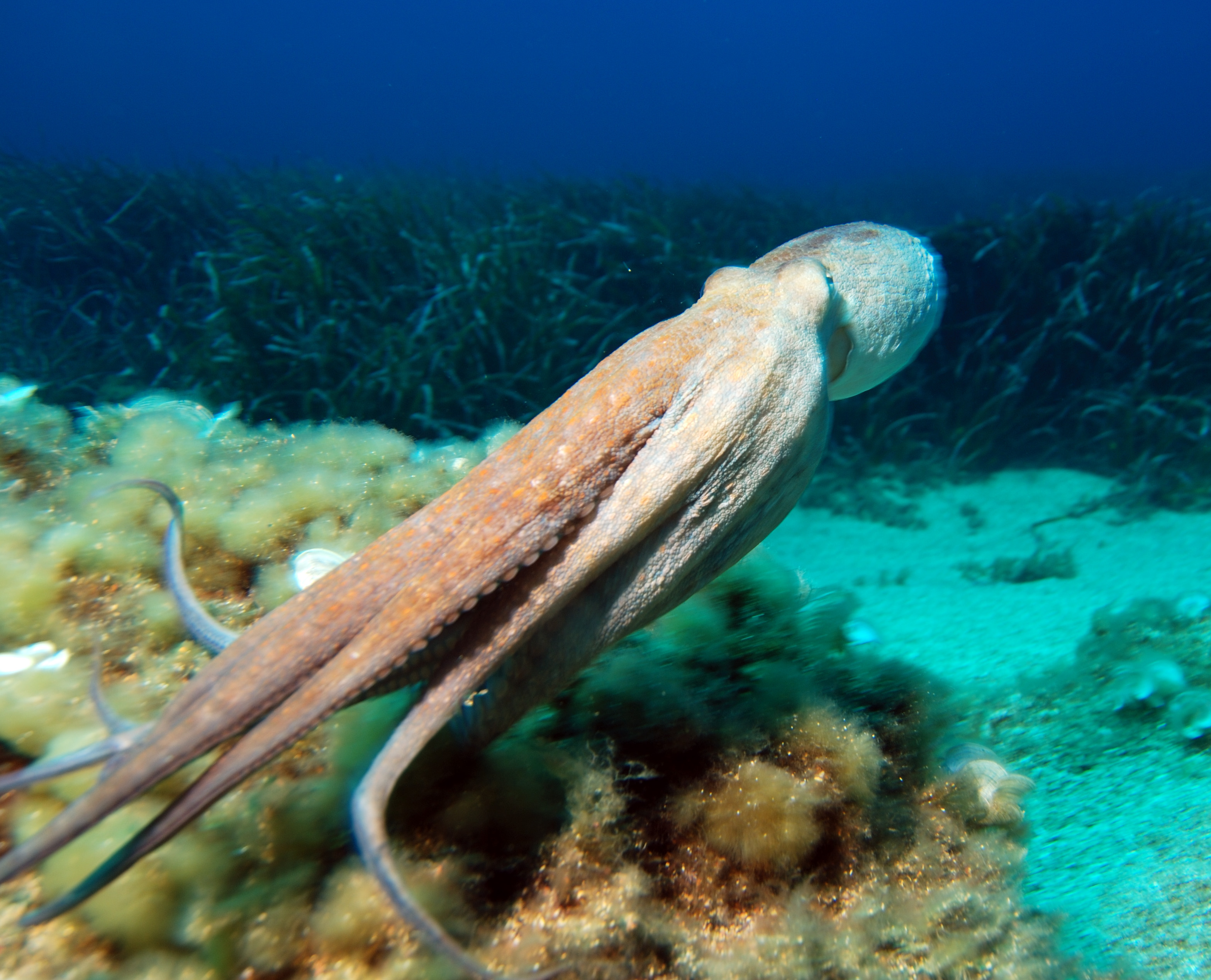
La pieuvre commune peut se déplacer par propulsion.
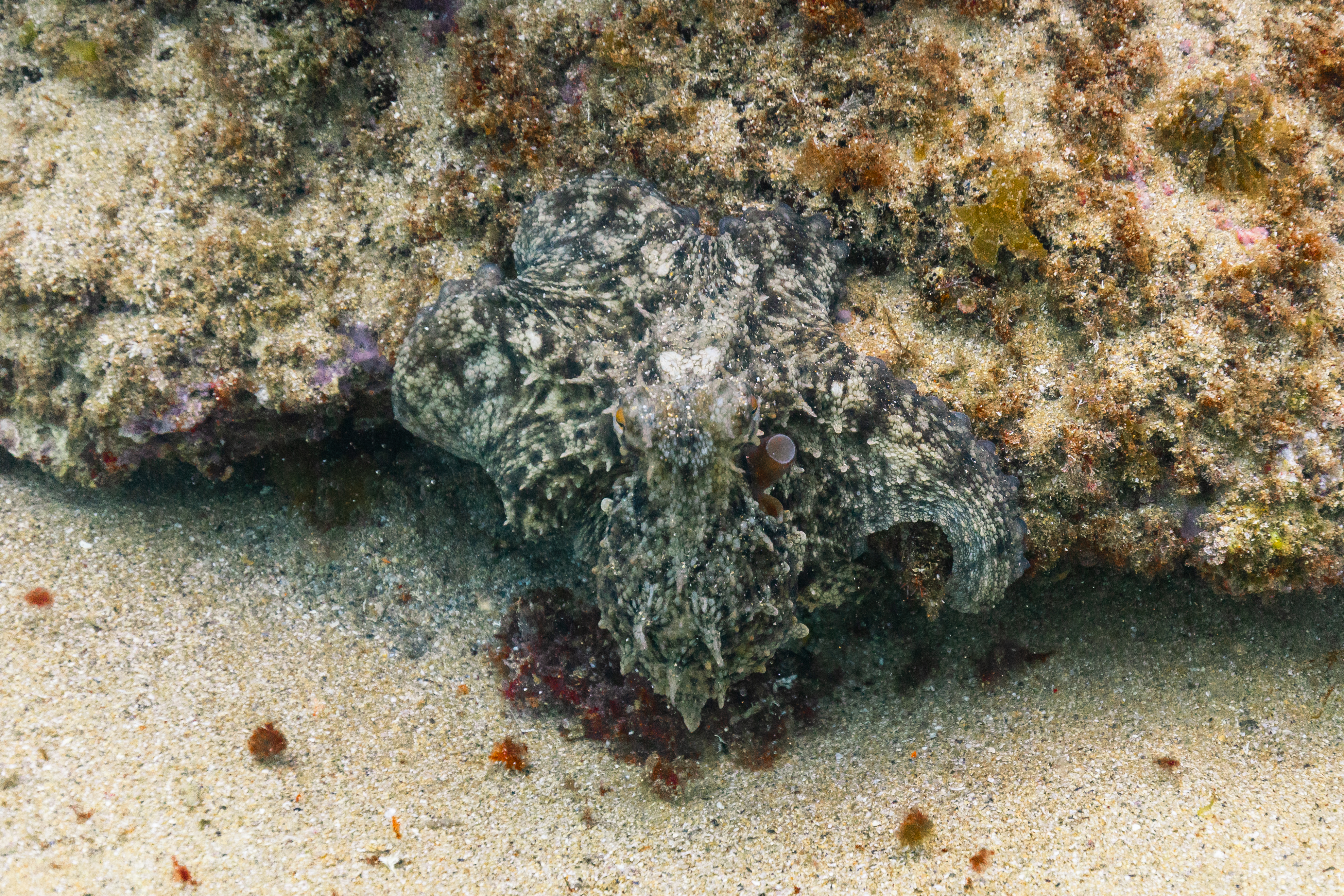
Exemplaire à Santander (Espagne).
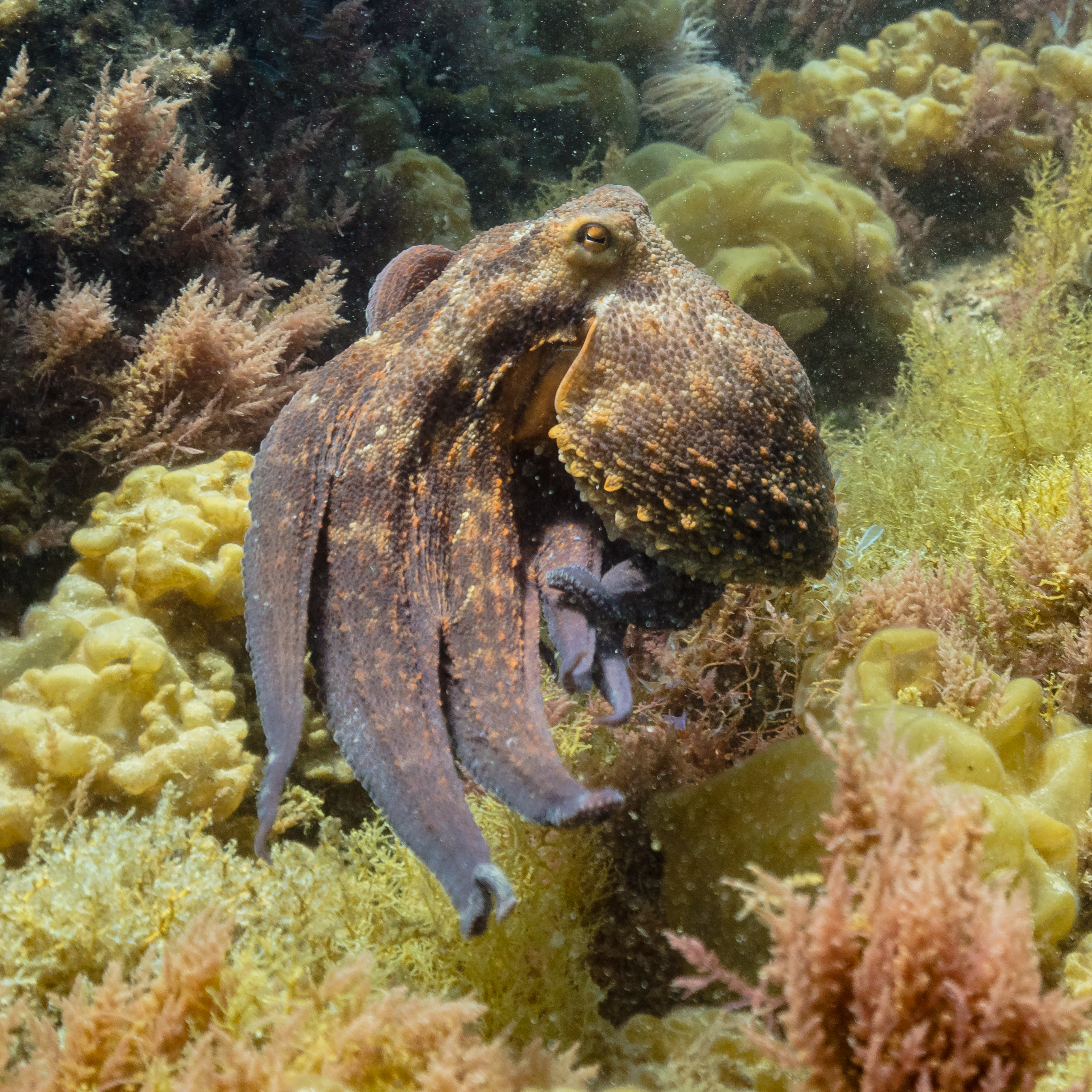
Pieuvre commune dans le parc naturel de l'Arrábida, Portugal. Juillet 2020.
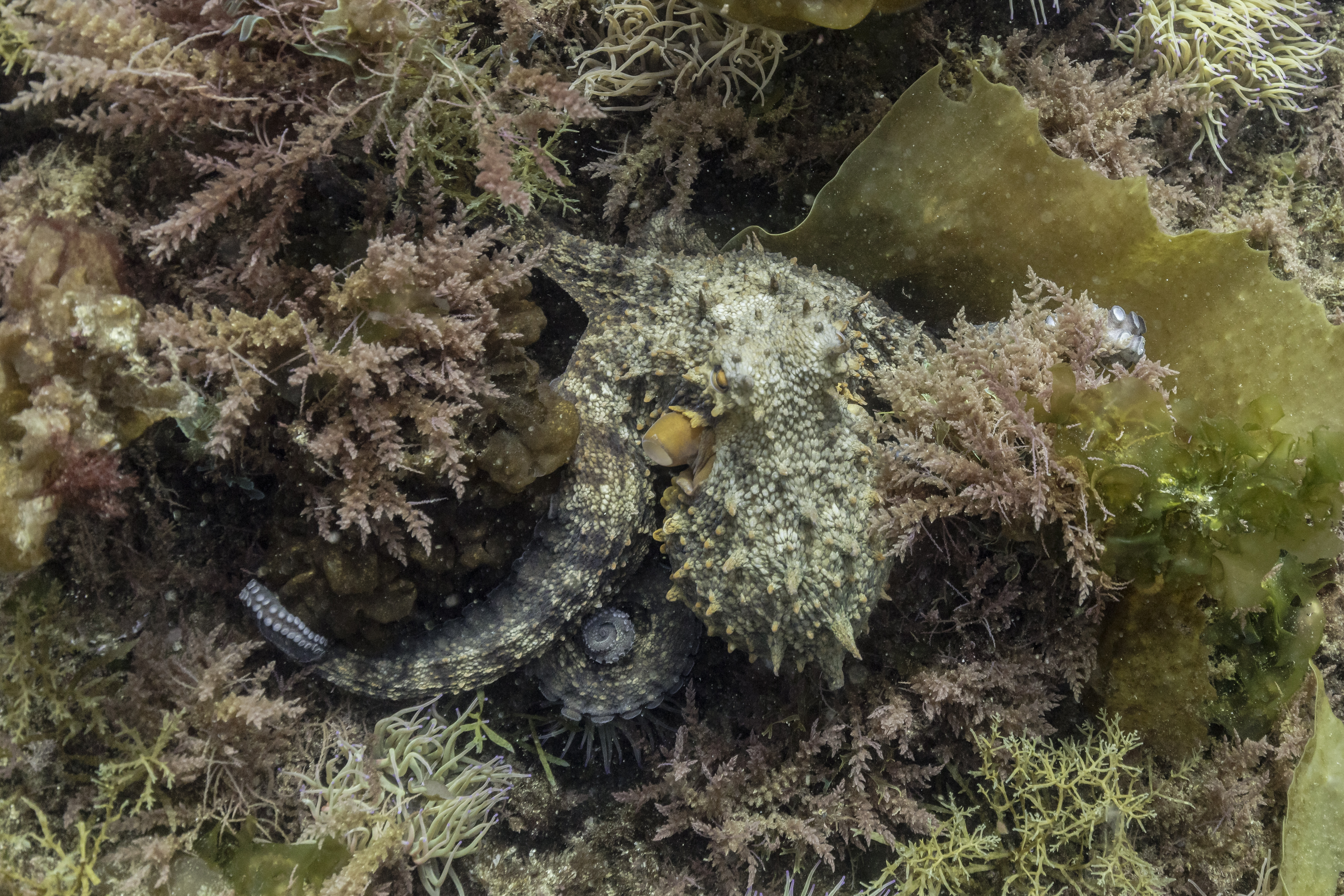
Autre pieuvre commune dans le parc naturel de l'Arrábida, Portugal. Juillet 2020.
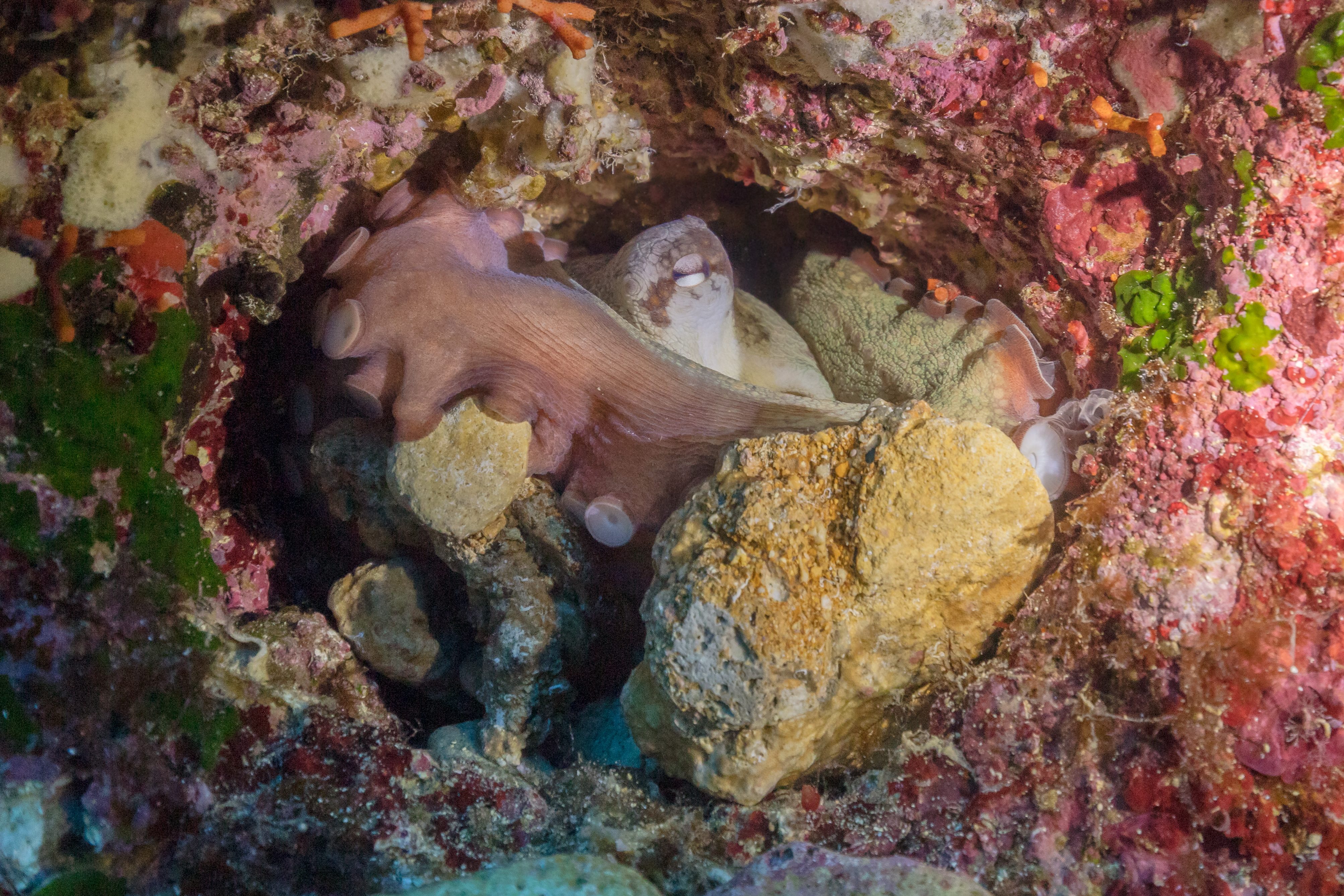
Pieuvre commune au large de Gozo à Malte. Aout 2021.